# كيفن ميدينا
كيفن ميدينا (بالإسبانية: Kevin Medina)‏ هو لاعب كرة قدم كولومبي في مركز الدفاع، ولد في 9 مارس 1993 في كولومبيا.

## وصلات خارجية
- كيفن ميدينا على موقع الاتحاد الأوربي (الإنجليزية)
- كيفن ميدينا على موقع قاعدة بيانات كرة القدم.إي يو (الإنجليزية)
- كيفن ميدينا على موقع Soccerway.com (الإنجليزية)